# Heinrich von Bolanden
Heinrich von Bolanden (* um 1215; † 10. November 1286 in Karden) war ein Mitglied des Trierer Domkapitels sowie Propst und Archidiakon im Kardener Kollegiatstift St. Castor.

## Leben
Heinrich von Bolanden war der älteste Sohn des Reichstruchsessen Werner IV. von Bolanden und dessen Ehefrau Kunigunde von Leiningen-Saarbrücken, der Tochter des Grafen Friedrich II. von Leiningen. Seine Onkel (Brüder der Mutter) Berthold von Leiningen († 1285) und Heinrich von Leiningen († 1272) amtierten als Bischöfe von Bamberg bzw. von Speyer, sein eigener jüngerer Bruder Friedrich von Bolanden, von 1272 bis 1302 ebenfalls als Bischof von Speyer. Die Großmutter Agnes von Leiningen geb. von Eberstein war die Cousine der Hl. Hedwig. Heinrich von Bolanden wurde außerdem 1241 zur Verwandtschaft (consanguineus) des Trierer Erzbischofs und Kurfürsten Theoderich II. von Wied gezählt, der ihn nochmals 1255 als männlichen Blutsverwandten (cognatus) nennt.
Im Jahre 1241 wurde von Bolanden bereits Mitglied des Trierer Domkapitels. Ab 1244 wird er als Propst von St. Stephan in Mainz, ab 1258 von St. Florin in Koblenz genannt. Nachdem er im Bopparder Nekrolog als Propst von St. Martin in Worms erscheint, geht man überdies davon aus, dass er dieses Amt nicht nur dort, sondern auch in St. Severus zu Boppard bekleidete.
Als nach dem Tod des Trierer Erzbischofs und Kurfürsten Arnold II. von Isenburg 1259 in zwiespältiger Bischofswahl durch das Trierer Domkapitel Heinrich von Bolanden und der Propst von St. Paulin Arnold von Schleiden gewählt worden waren, ernannte Papst Alexander IV. keinen der beiden. Stattdessen bestimmte er den Metzer Domdekan Heinrich II. von Finstingen zum neuen Erzbischof von Trier.
Von Bolanden nahm die Entscheidung hin und wirkte fortan als Archidiakon und Propst zu Karden im dortigen St.-Castor-Stift. Hier fungierte er in vielfältiger Weise in seiner Funktion als höchster Würdenträger, wie z. B. als Siegler von Besitzurkunden, als Testamentsvollstrecker, als Zeuge oder als Friedensstifter bei Streitigkeiten.
Während die früheren Kardener Stiftspröpste wie die übrigen Geistlichen des Stifts noch in der St. Castor-Kirche gewohnt hatten, waren deren Nachfolger die Archidiakone Mitglieder des Domkapitels und deren Sitz war Trier. Jedoch wohnten sie während ihrer Aufenthalte an der Mosel auf der Burg Bischofstein zwischen Moselkern und Hatzenport, deren Errichtung auf den Erzbischof Arnold II. von Trier zwischen 1242 und 1259 zurückgeht. Später erwarb sie dann Heinrich von Bolanden, ließ sie erweitern und schenkte sie am 11. September 1273 dem Trierer Erzstift unter der Bedingung, dass sie seinen Nachfolgern im Archidiakonat eingeräumt werde. Die späteren Kardener Archidiakone besaßen sie dann als erzbischöfliches Lehen und jeder von ihnen musste dieses bei Antritt seines Amtes anerkennen und dem zeitlichen Erzbischof von Trier darüber Brief und Siegel geben.
Am 16. April 1274 stiftete Heinrich von Bolanden dem Stift in Karden die Güter in Pommern und Brieden, welche er zuvor von dem Kloster Springiersbach erworben hatte, gegen eine Leibrente in Korn und Wein in Müden und Karden, welche nach dessen Tod Irmentrud, die Tochter des verstorbenen Ritters Gobile von Franken beziehen, nach ihrer beider Tod aber für deren Anniversarien an das Stift fallen sollen.
Nach neueren Erkenntnissen war Heinrich von Bolanden auch Stifter des der Burg Bischofstein angegliederten Instituts der vier Präbendaten der Kapelle St. Stephanus von Bischofstein. Diese traten später als Kollatoren in den Stiftspfarreien Alflen und Beltheim auf und erhielten dort je ein Drittel des Zehnten.
Als man im Juli 1965 in der ehemaligen Stiftskirche St. Castor in Karden umfangreiche Restaurierungsmaßnahmen durchführte, fand man unter einer großen Grabplatte die Reste eines Holzsarges mit dem über 2 Meter großen Skelett von Heinrich von Bolanden. Später wurde dessen Gebeine dann in einem kleineren Sarg hinter einer Schieferplatte in der Krypta beigesetzt.